# Полацка низија
Полацка низија (рус. Полоцкая низменность; блр. Полацкая нізіна) представља заравњено и местимично благо заталасано подручје у северном делу Белорусије, где заузима највећи део Витепске области, те у источној Литванији и јужној Летонији. Протеже се у правцу југозапад-североисток у дужини до 200 км, док ширина од севера ка југу варира између 40 и 80 км. Надморске висине овог подручја најчешће се крећу између 130 и 140 метара, док у рубним подручјима надморска висина расте до 160 метара. 
Западни делови представљају типичну равницу са равним и на моменте благо заталасаним теренима праћеним усамљеним узвишењима моренског порекла. Источни делови су нешто издигнутији и заталасанији и ту се издвајају бројне пешчане дине и еолски гребени. 
Полацка низија формирала се на месту некадашњег периглацијалног језера које се формирало након повлачења ледника из тог подручја током последњег глацијалног периода пре 18 до 20 хиљада година. Дно некадашњег језера било је прекривено типичним језерским седиментима, песковима, шљунком и глинама. Језеро је с временом отекло према Балтичком мору коритом Западне Двине.
Највеће реке које теку преко Полацке низије су Западна Двина и њене притоке Ужица, Росица, Свољна, Дриса, Полота и Обаљ (десне) и Дисна (лева). Највећа језера су Бохињско и Јељно. 
Под шумама је око 34% територије, а доминирају бор и смрча. У поречју Дрисе и Полоте, на јужним обалама језера Лисна шуме су прошаране бројним тресетиштима и џбунастом вегетацијом. Храстове шуме најраширеније су уз десну обалу Дисне, посебно у горњим деловима тока река Мостовина и Березовка. Ливадска вегетација је широко распрострањена целом низијом. 